# Anton Bastard von Burgund

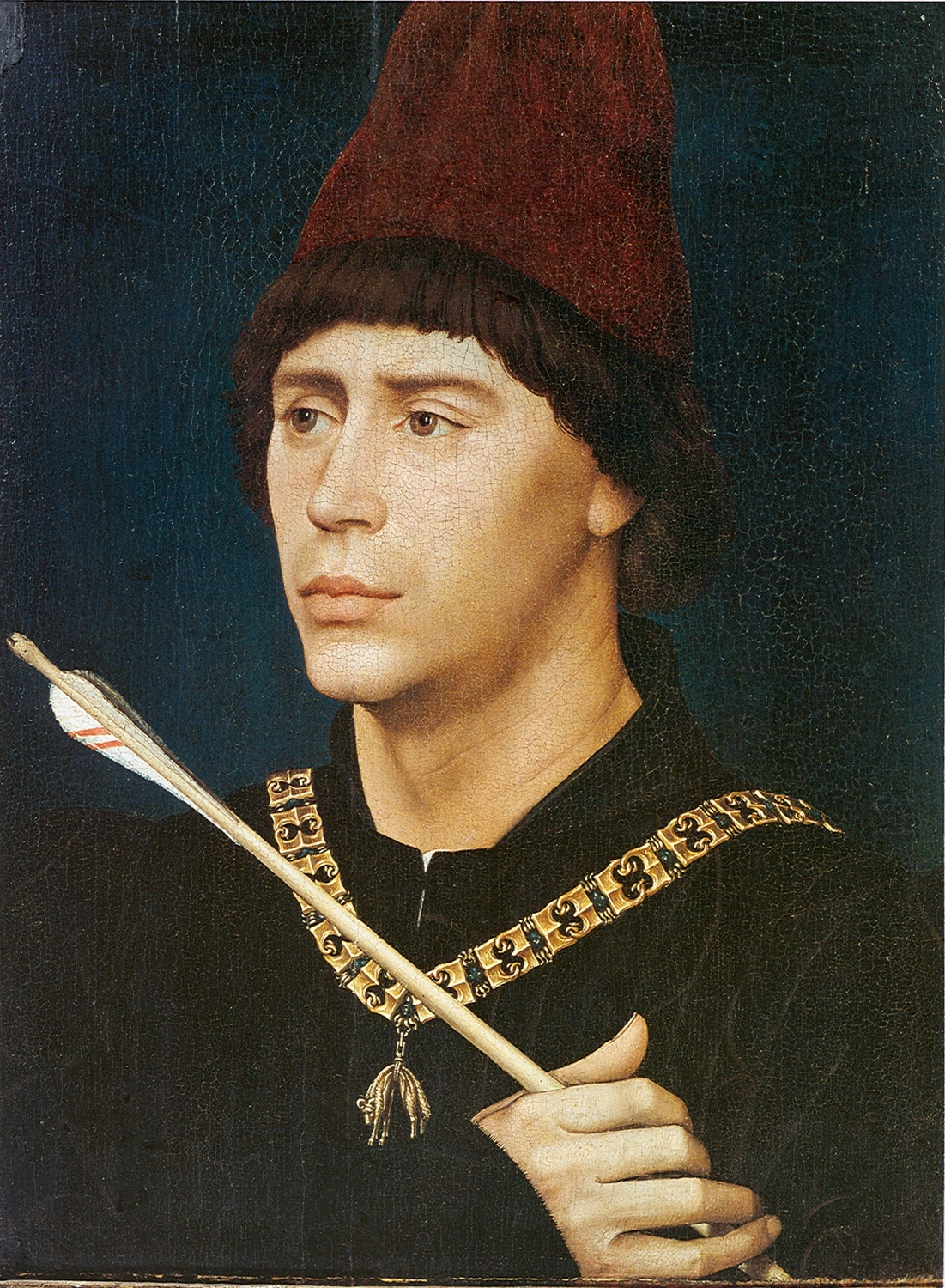
Rogier van der Weyden: Anton Bastard von Burgund mit dem Abzeichen des Ordens vom Goldenen Vlies und einem Pfeil, der vermutlich an seinen Sieg im jährlichen Wettbewerb der Sankt-Sebastians-Schützengilde in Brügge 1463 erinnern soll

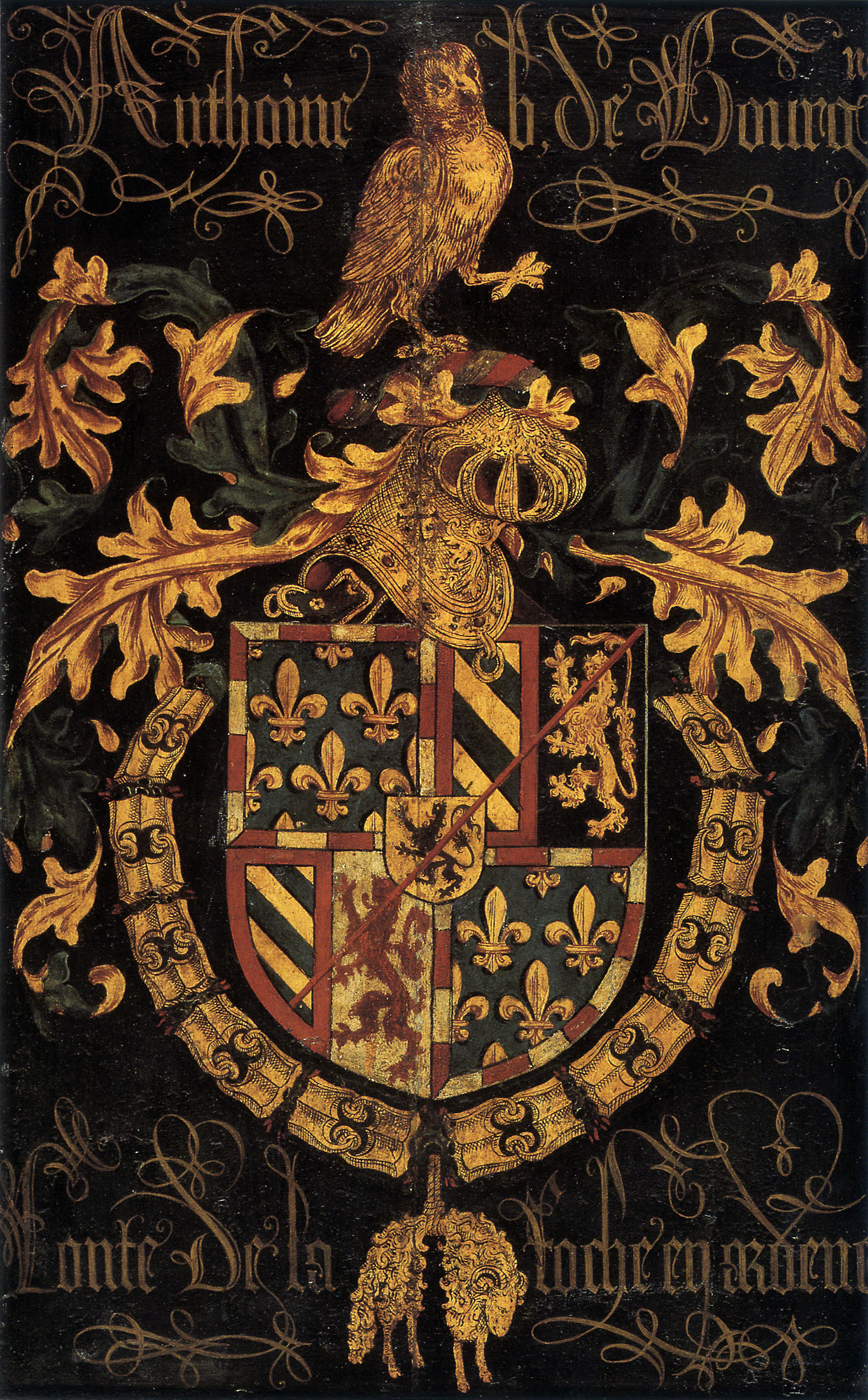
Wappen von Anton Bastard von Burgund mit dem Abzeichen des Ordens vom Goldenen Vlies (1478 von Pierre Coustain in der St.-Salvator-Kathedrale gemalt). Aufgrund des Bastardfadens gut als Bastardwappen zu erkennen.

Anton (* 1421 vermutlich in Lizy in der Picardie; † 5. Mai 1504 in Tournehem bei Calais), bei seinen Zeitgenossen als Bastard von Burgund oder der Große Bastard (le grand bâtard) bekannt, war ein unehelicher Sohn von Philipp III., Herzog von Burgund, und seiner Mätresse Jeanne de Presle. Er wurde 1421 vermutlich in Lizy in der Picardie geboren und gemeinsam mit seinem jüngeren Halbbruder, dem Grafen von Charolais, dem späteren Herzog Karl der Kühne erzogen, zu dem er eine sehr enge Beziehung unterhielt.

## Leben
Spätestens ab 1451 nahm er an verschiedenen Feldzügen seines Vaters teil, 1456 wurde er in den burgundischen Orden vom Goldenen Vlies aufgenommen.
1464 wurde er zum Grafen von La Roche ernannt und nahm im gleichen Jahr an einem Feldzug gegen die Osmanen teil, der der Aufhebung der Belagerung von Ceuta galt. 1465 kämpfte er in der Schlacht bei Montlhéry, in der er das Leben des Grafen von Charolais gerettet haben soll, nachdem er von seinen Leuten getrennt und im Nacken verwundet worden war. 1466 kämpfte er mit Karl bei der Belagerung von Dinant. Im gleichen Jahr wurde er von König Eduard IV. von England zu einem längeren Aufenthalt auf die Insel eingeladen, bei dem er bei einem Turnier gegen Anthony Woodville, 2. Earl Rivers, den Bruder der Königin, antrat. Als im Sommer 1467 die Nachricht vom Tod seines Vaters eintraf, kehrte Anton eiligst auf den Kontinent zurück.
Ab jetzt nahm er an fast jedem Feldzug des neuen Herzogs teil, erst an der Belagerung von Lüttich 1467, bei der mit 1353 Soldaten das größte Kontingent unter seinem Befehl stand. 1468 machte ihn Karl der Kühne zu seinem Ersten Kammerherrn unter 99 weiteren Kammerherrn und 13 Kaplänen, die in seinem Dienst standen.
Im Gegensatz zu seinem eher asketischen Halbbruder Karl scheint Antons Privatleben dem seines Vaters zu ähneln: Auf der Kapitelversammlung des Ordens des Jahrs 1468 wurde er – statt für seinen Mut, seine Tapferkeit und Besonnenheit geehrt zu werden – wegen Unzucht und Ehebruch bestraft, allerdings ohne dass Karl sich deswegen von ihm abwandte. Auch als er 1473 von Karl beschuldigt wurde, 20000 Gold-Écu von König Ludwig XI., dem ärgsten Feind der Burgunder, angenommen zu haben, stellte der Herzog seine Loyalität nicht in Frage.
1475 wurde er erneut als Diplomat zum König von England, Herzog von Bretagne, den Königen von Sizilien, Portugal, Aragon und Neapel, nach Venedig und zum Papst geschickt, und fand zwischen diesen Reisen noch Zeit, an der Belagerung von Neuss teilzunehmen und später im Jahr auch an der Eroberung Lothringens. 1476 und 1477 kämpfte er an der Seite Karls in der Schlacht bei Grandson, der Schlacht bei Murten und der Schlacht bei Nancy, in der Karl den Tod fand, und nach deren Ende er von Herzog Renée II. von Lothringen als Geisel dem König von Frankreich ausgeliefert wurde. Am französischen Hof bot er Ludwig seine Dienste an, um die Situation in den burgundischen Staaten nach dem Tod Karls zu stabilisieren, half dann aber auch, die Hochzeit zwischen Karls Tochter Maria von Burgund und Erzherzog Maximilian von Österreich, dem späteren Kaiser, zu arrangieren.
Anton war ein bekannter Sammler von Buchmalerei, zumeist von Neuausgaben der besten flämischen Illuminatoren und Schreiber. Er besaß mindestens 45 Bände, von denen wohl etwa 30 zeitgenössisch waren. Viele dieser Bücher mit seinem Eigentumsvermerk haben in verschiedenen Bibliotheken überlebt, darunter ein illustrierter Froissart in vier Bänden. Wie viele andere hohe Herren der Zeit hatte auch Anton einen (unbekannten) Illuminator zu seiner Verfügung, einen 1921 erstmals Meister Antons von Burgund genannten Künstler, der in den 1460er und 1470er Jahren in Brügge für zahlreiche Bibliophile arbeitete.
Anton Bastard von Burgund wurde 1485 vom jungen König Karl VIII. legitimiert, der ihn auch in den Ordre de Saint-Michel aufnahm. Er starb 1504 in Tournehem bei Calais.

## Familie
1459 (vielleicht aber auch schon vor 1454) heiratete er Marie de la Viefville, von der er drei Kinder bekam:
- Philipp, † 4. Juli 1498 in Brügge, 1464 Comte de La Roche „Admiral des Meeres“, burgundischer Rat und Kämmerer, Ritter des Ordens vom Goldenen Vlies; ⚭ Anna von Borsselen, † 1518, Tochter von Wolfhart VI. von Borsselen, Graf von Grandpré, Earl of Buchan etc., Ritter des Ordens vom Goldenen Vlies (Haus Borsselen)
- Jeanne, † 9. Februar 1511; ⚭ 1471 Jasper, 1480 Herr zu Culemborg etc., kaiserlicher Kämmerer, † 1504
- Marie, † jung

Darüber hinaus hatte er zwei weitere Kinder aus seiner Beziehung zu Marie de Braem:
- Anton Bastard von Burgund, 1510/35 bezeugt, † 4. April nach 1535, ⚭ Klara van Wakkene, † 31. 1519/1525, Erbtochter von Andries Andriesz zu Wakkene und Agnes von Heverskerke
- Nicolas Bastard von Burgund, † 1520, Vikar von Gapiurge, Kanoniker an Sint-Peter zu Utrecht